# Kibiwott Kandie
Kibiwott Kandie (sinh ngày 20 tháng 6 năm 1996) là một vận động viên chạy đường dài người Kenya. Vào ngày 6 tháng 12 năm 2020, anh đã giành chiến thắng trong Valencia Half Marathon trong thời gian kỷ lục thế giới mới là 57:32 (TBC), bỏ xa kỷ lục thế giới trước đó gần 30 giây. Anh đã giành được huy chương bạc trong cuộc đua nam tại Giải vô địch bán marathon thế giới năm 2020 được tổ chức ở Gdynia, Ba Lan vào ngày 17 tháng 10 năm 2020.

## Sự nghiệp
Năm 2020, anh giành chiến thắng Ras Al Khaimah Half Marathon được tổ chức tại Ras Al Khaimah, Các Tiểu vương quốc Ả Rập Thống nhất. Anh cũng đã giành chiến thắng trong nội dung 21,1 km ở Prague tại Prague Half Marathon được tổ chức ở Prague, Cộng hòa Séc, một cuộc thi bán marathon chỉ dành cho những vận động viên ưu tú. Sự kiện này được tổ chức sau khi Cuộc chạy Marathon Nửa Prague bị hủy bỏ do đại dịch COVID-19.
Vào tháng 12 năm 2020, tại Valencia Half Marathon, Kandie lập kỷ lục thế giới mới trong thời gian 57 phút 32 giây, phá kỷ lục trước đó do Geoffrey Kamworor thiết lập gần 30 giây.

## Thành tích
| Năm            | Giải đấu                     | Địa điểm            | Thứ hạng       | Nội dung       | Chú thích      |
| Đại diện Kenya | Đại diện Kenya               | Đại diện Kenya      | Đại diện Kenya | Đại diện Kenya | Đại diện Kenya |
| -------------- | ---------------------------- | ------------------- | -------------- | -------------- | -------------- |
| 2019           | Saint Silvester Road Race    | São Paulo, Brazil   | thứ nhất       | 15 km          |                |
| 2020           | Ras Al Khaimah Half Marathon | Ras Al Khaimah, UAE | thứ nhất       | Half marathon  | 58:58          |
| 2020           | Prague Half Marathon         | Praha, CH Séc       | thứ nhất       | Half marathon  | 58:38          |
| 2020           | Giải vô địch thế giới (HM)   | Gdynia, Ba Lan      | thứ nhì        | Half marathon  | 58:54          |
| 2020           | Valencia Half Marathon       | Valencia, Spain     | thứ nhất       | Half marathon  | 57:32          |